# Howard W. Koch
Howard Winchel Koch (ur. 11 kwietnia 1916 w Nowym Jorku; zm. 16 lutego 2001 w Los Angeles) – amerykański producent i reżyser filmowy i telewizyjny.

## Życiorys
Urodził się w rodzinie żydowskiej. Swoją karierę filmową rozpoczął jako pracownik Universal Studios w nowojorskim biurze tej wytwórni. W 1947 zaczął pracę w Hollywood jako asystent reżysera. Swój pierwszy film wyprodukował w 1953, a w roli samodzielnego reżysera zadebiutował rok później.
Koch był ośmiokrotnie producentem ceremonii rozdania Oscarów. W latach 1977–1979 pełnił funkcję przewodniczącego Amerykańskiej Akademii Sztuki i Wiedzy Filmowej (AMPAS). Za działalność dobroczynną otrzymał w 1990 nagrodę im. Jeana Hersholta, podczas ceremonii oscarowej. W 1991 został laureatem nagrody im. Franka Capry, przyznawanej przez Amerykańską Gildię Reżyserów.
Cierpiał na chorobę Alzheimera. Zmarł w Los Angeles w 2001. Jego syn Hawk Koch został wybrany do Zgromadzenia Gubernatorów Amerykańskiej Akademii Filmowej w 2004, a w latach 2012–2013 był, podobnie jak ojciec przed laty, przewodniczącym tej organizacji.